# François Mertenat
François Mertenat (* 20. August 1941 in Soyhières) ist ein Schweizer Lehrer und Politiker (SP). Von 1979 bis 1993 war er Minister der jurassischen Kantonsregierung.

## Biografie
Er ist das älteste von vier Kindern des Klinikdirektors und Politikers Charles Mertenat. Nach dem Besuch der Primarschule in Soyhières und der Sekundarschule in Delémont absolvierte er das Lehrerseminar in Porrentruy, das er 1961 abschloss. Mertenat begann an der Primarschule von Tavannes zu unterrichten, parallel dazu liess er sich an den Universitäten Neuchâtel, Bern und Köln zum Sekundarlehrer ausbilden. Als solcher unterrichtete er in den Jahren 1965 bis 1978 in Porrentruy. In der Jurafrage positionierte sich Mertenat als überzeugter Anhänger der Separatisten. Ab 1963 war er Vorstandsmitglied der Béliers, ab 1967 Vizepräsident der Sektion Ajoie des Rassemblement jurassien und ab 1973 dessen Vorstandsmitglied. Ausserdem war er ab 1969 Präsident der SP des Bezirks Porrentruy, und von 1970 bis 1977 gehörte er dem Stadtrat von Porrentruy an.
Mertenat wurde im März 1976 in die Verfassunggebende Versammlung des Jura gewählt. Als Vorsitzender der SP-Fraktion und ab April 1977 als Präsident der Kommission Behörden und Verwaltung III spielte er eine wichtige Rolle bei der Ausarbeitung der jurassischen Verfassung. Im November 1978 folgte seine Wahl in die Kantonsregierung, die am 1. Januar 1979, dem Tag der Kantonsgründung, ihre Arbeit aufnahm. Als Minister für Umwelt und Infrastruktur war er für die Bereiche Brücken, Strassen, Bauwesen, Verkehr, Energie, Raumplanung, Wälder, Gewässer und Umweltschutz zuständig. Sein wichtigstes Vorhaben war die Detailplanung der Autobahn A16 (Transjurane). Von Amtes wegen war er unter anderem Verwaltungsratspräsident der Chemins de fer du Jura und der Énergie du Jura.
Während seiner Amtszeit war Mertenat dreimal Regierungspräsident (1981, 1986, 1990). Ende 1993 trat er zurück; danach leitete er von 1994 bis 2009 die Fondation des Castors, eine Einrichtung für körperlich und geistig Behinderte.